# 캄피 플레그레이

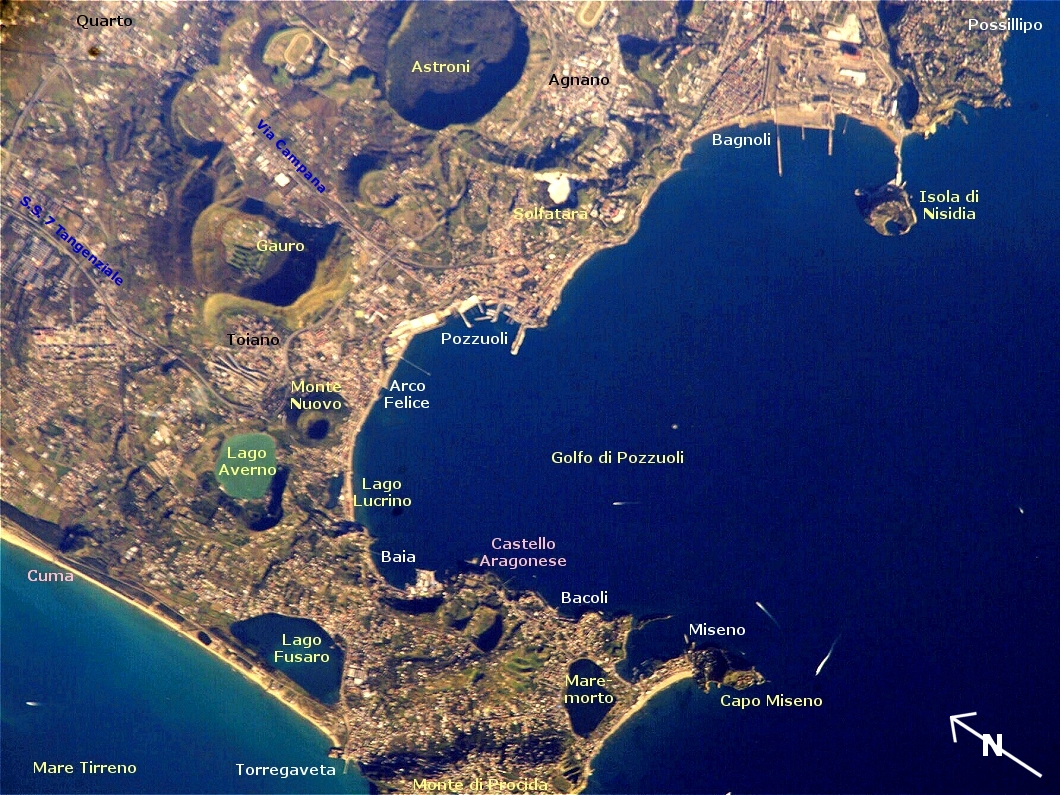

캄피 플레그레이(이탈리아어 : Campi Flegrei, 영어 : Phlegraean Fields)는 이탈리아의 나폴리에 있는 지형이다. 이곳은 화산지형으로 초화산이며, 현재까지도 활동 중이다.
이 화산의 대분화는 3만 9천 280년 전에 발생하였는데, 이 때는 이탈리아에서 가장 큰 화산 폭발이었다. 이곳에는 화구호와 칼데라가 있다. 그리고
인근에는 도시가 있어 사람들이 살고 있다. 해발고도 458m의 낮은 화산이며, 이곳에 올라서면 성층 화산인 베수비오 산이 보인다.
또 베수비오 산에 올라서도 이곳이 잘 보인다.

## 분화
39,280년전 이 화산이 폭발했을 때, 화산재가 유럽을 완전히 뒤덮고 기후의 변화를 초래했다. 화산 폭발 지수는 7이며, 대규모 분화이다. 이 분화는 기후 변화를 초래했던 초화산의 분출들 중 하나로 알려진다. 최종 분화는 1538년에 있었으며, 지금도 분화의 조짐이 나타나고 있어 불안해졌다.